# Receptor cannabinoide 2
El receptor cannabinoide 2 (CB2) és un receptor acoblat a proteïnes G de la família de receptors cannabinoides que en humans està codificat pel gen CNR2. Està estretament relacionat amb el receptor cannabinoide 1 (CB1), que és en gran part responsable de l'eficàcia de la inhibició presinàptica mediada per endocannabinoides, les propietats psicoactives del tetrahidrocannabinol (THC), l'agent actiu del cànnabis i altres fitocannabinoides (cannabinoides vegetals). El principal lligand endogen del receptor CB2 és el 2-araquidonoilglicerol (2-AG).
El CB2 va ser clonat l'any 1993 per un grup de recerca de Cambridge que buscava un segon receptor cannabinoide que pogués explicar les propietats farmacològiques del tetrahidrocannabinol. El receptor es va identificar entre els ADNc basant-se en la seva similitud en la seqüència d'aminoàcids amb el receptor del receptor cannabinoide 1 (CB1), descobert el 1990. El descobriment d'aquest receptor va ajudar a proporcionar una explicació molecular dels efectes establerts dels cannabinoides sobre el sistema immunitari.

## Estructura
El receptor CB2 està codificat pel gen CNR2. Aproximadament 360 aminoàcids comprenen el receptor CB2 humà, cosa que el fa una mica més curt que el receptor CB1 de 473 aminoàcids.
Com es veu habitualment en els receptors acoblats a proteïnes G, el receptor CB2 té set dominis transmembrana que abasten, un N-terminal glicosilat i un C-terminal intracel·lular. L'extrem C-terminal dels receptors CB2 sembla tenir un paper crític en la regulació de la dessensibilització i la baixada del receptor induïda per lligands després de l'aplicació repetida d'agonistes, potser fent que el receptor es torni menys sensible a lligands particulars.
Els receptors humans CB1 i CB2 posseeixen aproximadament un 44% de semblança d'aminoàcids. Tanmateix, quan només es consideren les regions transmembrana dels receptors, la similitud d'aminoàcids entre els dos subtipus de receptors és d'aproximadament el 68%. La seqüència d'aminoàcids del receptor CB2 està menys altament conservada en espècies humanes i rosegadores en comparació amb la seqüència d'aminoàcids del receptor CB1. A partir del modelatge informàtic, les interaccions de lligands amb els residus del receptor CB2 S3.31 i F5.46 semblen determinar diferències entre la selectivitat del receptor CB1 i CB2. En els receptors CB2, els grups lipòfils interaccionen amb el residu F5.46, permetent-los formar un enllaç d'hidrogen amb el residu S3.31. Aquestes interaccions indueixen un canvi conformacional en l'estructura del receptor, que desencadena l'activació de diverses vies de senyalització intracel·lular. Es necessiten més investigacions per determinar els mecanismes moleculars exactes de l'activació de la via de senyalització.

## Mecanisme
Igual que els receptors CB1, els receptors CB2 inhibeixen l'activitat de l'adenilil ciclasa a través de les seves subunitats Gi/Goα. CB2 també pot acoblar-se a subunitats Gα s estimuladores que condueixen a un augment de l'AMPc intracel·lular, com s'ha demostrat per als leucòcits humans. A través de les seves subunitats G βγ, també se sap que els receptors CB2 estan acoblats a la via MAPK-ERK, una via de transducció de senyal complexa i altament conservada, que regula una sèrie de processos cel·lulars en les persones madures i en desenvolupament. teixits. L'activació de la via MAPK-ERK per part d'agonistes del receptor CB2 que actuen a través de la subunitat Gβγ provoca, finalment, canvis en la migració cel·lular.
Es produeixen de manera endògena cinc cannabinoides reconeguts: araquidonoiletanolamina (anandamida), 2-araquidonoil glicerol (2-AG), 2-araquidonil gliceril èter (èter de noladina), virodhamina, així com N-araquidonoil-dopamina (NADA). Molts d'aquests lligands semblen presentar propietats de selectivitat funcional al receptor CB2: 2-AG activa la via MAPK-ERK, mentre que la noladina inhibeix l'adenilil ciclasa.